# Verband für digitales broadcast und internetbasiertes Fernsehen
Der  Verband für digitales broadcast und internetbasiertes Fernsehen (VdiF) ist eine Interessenvertretung mehrerer regionaler Fernsehsender in Baden-Württemberg. Die Sender des Verbandes haben gemeinsam eine technische Reichweite von 5,5 Millionen Zuschauern im Land.

## Sitz
Der Sitz ist in Eningen unter Achalm im Landkreis Reutlingen.

## Aufgaben
Der VdiF bezieht medienrechtliche Positionen, setzt sich für die Stärkung eines professionellen Journalismus und für gleichberechtigten Zugang zu Verbreitungswegen und Fördergeldern ein. Im Fokus des Verbandes stehen insbesondere die Sender, die sich aus eigenem Antrieb gegründet und Übertragungswege erschlossen haben. Man spricht im Fachjargon von den so genannten "Non-Must-Carry"-Sendern. Die in Baden-Württemberg ebenfalls sendenden "Must-Carry"-Sender wurden auf Initiative der Landesanstalt für Kommunikation (LfK) gegründet. Sie bekamen von der Behörde einen Kabelkanal zugewiesen, dessen Bereitstellung für die Kabelnetzbetreiber Pflicht ist.

## Positionen
In der Debatte um eine Novellierung des Rundfunkstaatsvertrages hin zu einem Medienstaatsvertrag plädiert der VdiF dafür, eine finanzielle Förderung von Lokal- und Regionalfernsehen aufzunehmen. Die Rahmenbedingungen für die Sender seien schwierig. Gleichzeitig sei jedoch ihr Beitrag zur Meinungsbildung, Meinungsvielfalt, regionaler Identität und Informationsvermittlung durch Qualitätsjournalismus wichtig für die Demokratie. Auf Landesebene kämpft der VdiF dafür, dass die vom Land Baden-Württemberg beabsichtigte Förderung von Regionalfernsehen allen Sendern zugutekommt, "Must-Carry"-Sendern ebenso wie den "Non-Must-Carry"-Sendern.

## Mitglieder
Im Verband für digitales broadcast und internetbasiertes Fernsehen kooperieren private, regionale Fernsehsender. Aktuell gehört dem VdiF die Hälfte der privaten baden-württembergischen Fernsehsender an: RTF.1, BWeins, RIK, Filstalwelle, BW Family.tv, KraichgauTV, Metropolregion TV.

## Geschichte
Der VdiF wurde 2007 in den Räumen der Landesanstalt für Kommunikation Baden-Württemberg in Stuttgart gegründet.

## Präsident
VdiF-Präsident ist seit der Gründung Diplom-Volkswirt Stefan Klarner, zugleich Geschäftsführer der Klarner Medien GmbH in Eningen bei Reutlingen. Sie betreibt die Sender RTF.1 Regionalfernsehen, BWeins Landesfernsehen und RIK Regionaler InfoKanal. Stefan Klarner ist Mitglied im Geschäftsführer-Gremium Reutlingen sowie im Ausschuss Medien- und Filmwirtschaft der IHK Reutlingen. Klarner vertritt die Positionen der Branche im Ausschuss Medienpolitik des VdiF, bei verschiedenen Kongressen und ist immer wieder Redner bei verschiedenen Fachkonferenzen.